# أكرم نشأت إبراهيم
أكرم نشأت إبراهيم (1920 - 2007) هو حقوقي وباحث وأديب وأستاذ جامعي عراقي.

## حياته ونشأته
ولد سنة 1920 وتوفي سنة 2007 كتب في مجالات الصحافة والقانون وعلم النفس وله عدة مؤلفات مطبوعة. عمل أستاذاً في كليات الشرطة والآداب ومعهد الدراسات الخاص بضباط الأمن وجامعات بغداد المختلفة.
هو نجل أحد النواب البارزين لكركوك في مجلس النواب العراقي للاعوام 1925 م -1926 وحتى عام 1928 م ونائب رئيس المجلس في تلك الحقبة من تاريخ العراق الحديث بعد سقوط الدولة العثمانية.
بعد اكماله الدراسات الثلاث الابتدائية والمتوسطة والإعدادية التحق بالكلية العسكرية وتخرج فيها عام 1939 برتبة ملازم ثان وأحيل على التقاعد في عام 1944م لمساهمته الفعالة في ثورة مايس التحررية عام 1941 بقيادة الضباط الاحرار بقيادة صلاح الدين الصباغ ورفاقه.

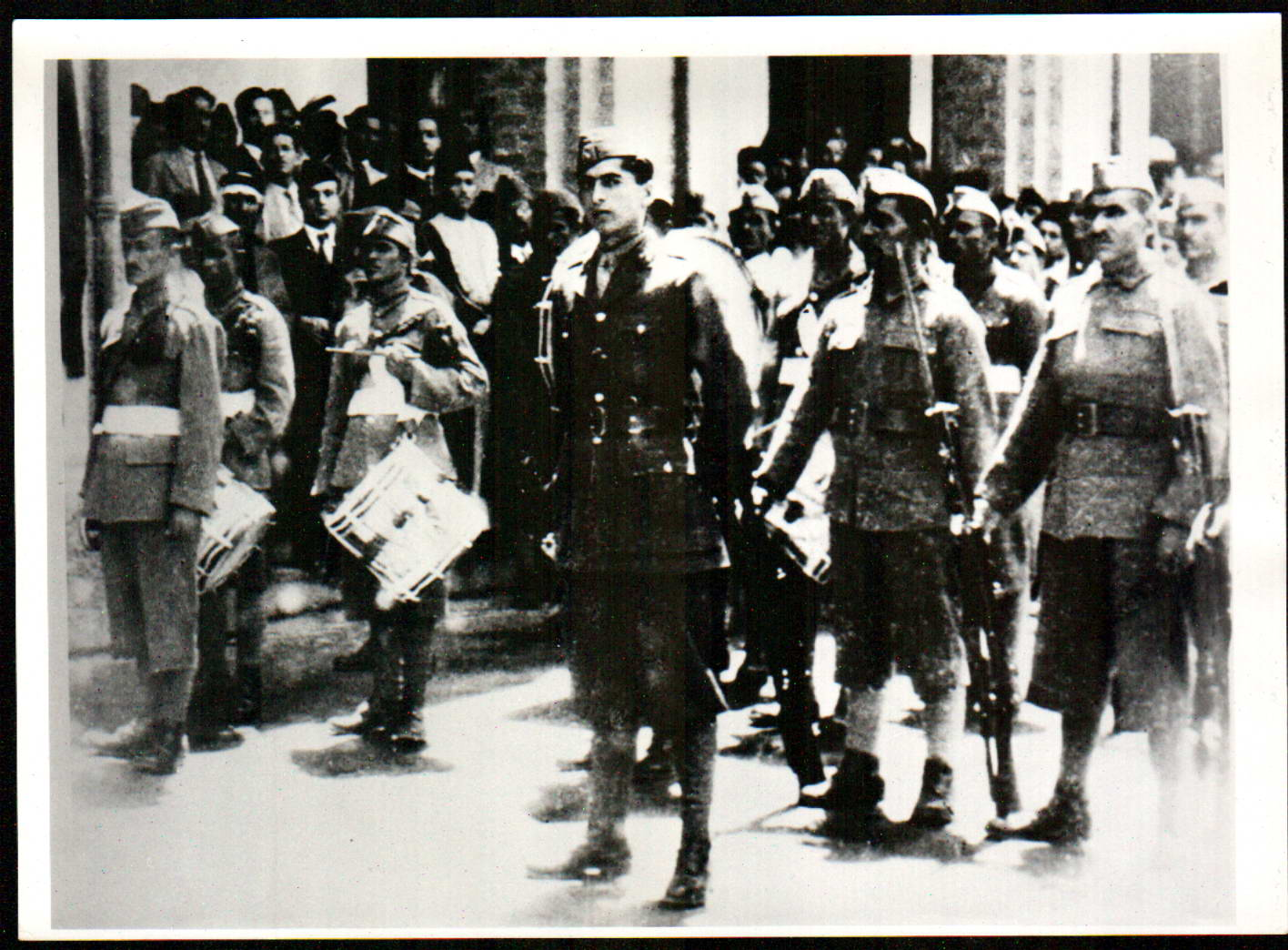
الدكتور اكرم نشأت عندما كان ملازم أول في ثورة مايس 1941

التحق بكلية القانون عام 1947 وتخرج فيها عام 1950م حائزاً على شهادة الليسانس في القانون، وبعد تخرجه انصرف إلى مزاولة مهنة المحاماة والعمل في ميدان الصحافة.
في عام 1955 حصل على شهادة الماجستير في العلوم الجنائية بامتياز من جامعة القاهرة وعين مدرسا في كلية الشرطة. كما وانتدب إلى كلية الحقوق (القانون فيما بعد) للتدريس ونال لقب به حيث كان يعمل أستاذ قانون العقوبات وعلم الأجرام.
في عام 1966 توجه إلى القاهرة للحصول على الدكتوراه في القانون فحصل عليها من جامعة القاهرة وعاد إلى العراق ليواصل التدريس مجددا ومحاضرا في مادة (التشريعات الصحفية وجرائم النشر) في قسم الصحافة في كلية الآداب / جامعة بغداد وكذلك محاضرا في معهد الدراسات الخاص لضباط الأمن والجدير بالذكر ان اكرم تسلم شهادة الدكتوراه بمرتبة الشرف الأولى من الرئيس المصري جمال عبد الناصر وبحضور الرئيس العراقي الأسبق الفريق عبد الرحمن محمد عارف بمناسبة عيد العلم.
عضو بارز في نادي الإخاء التركماني منذ تأسيسه وعضو جمعية الحقوقيين وعضو اتحاد الحقوقيين العرب.

### أسرته
- نشأت إبراهيم هو والد الدكتور أكرم نشأت ولد في كركوك عام 1864 م ترعرع ودرس فيها وعين في دائرة البريد والبرق بالموصل سنة 1883 م وتنقل في دوائر البريد والبرق في كركوك سنة 1886م والسليمانية 1887م والموصل ثانية 1888م والبصرة 1890 م والكوت لعام 1891فاربيل 1892 م فكركوك 1895 م فبغداد 1907حيث استقر فيها بعد أن أصبح مفتشاً للبريد والبرق في بغداد وفي عام 1909 عين مديرا للبريد والبرق في ولاية وان في تركيا عام 1910م ولغاية عام 1914م واعيد ثانية إلى بغداد عام 1920م.

واختير نائبا عن كركوك عام 1920 م في مجلس النواب العراقي وجدد انتخابه في الدورات اللاحقة من عام1925م· انظر اعلام التركمان والأدب التركي في العراق الحديث للاستاذ مير بصري لندن/ 1997م.

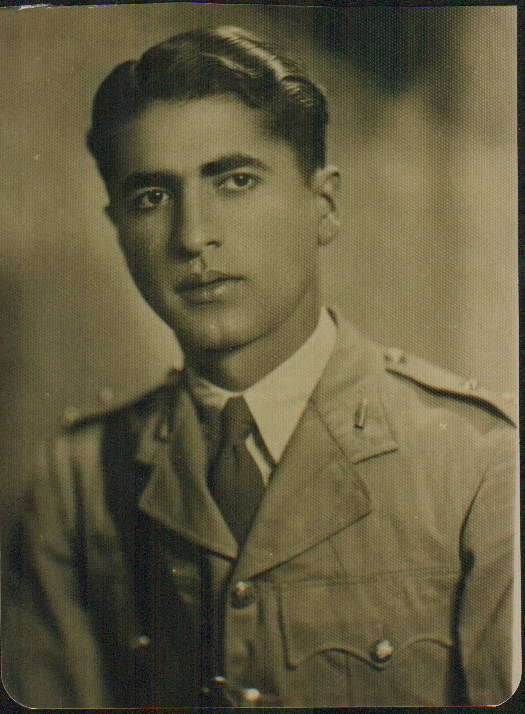
الدكتور اكرم نشأت عندما كان ملازم اول

## مسيرته[4]
في عام 1992 م عاد إلى بغداد ليمارس عمله الجامعي ولايزال مستمرا في تدريساته

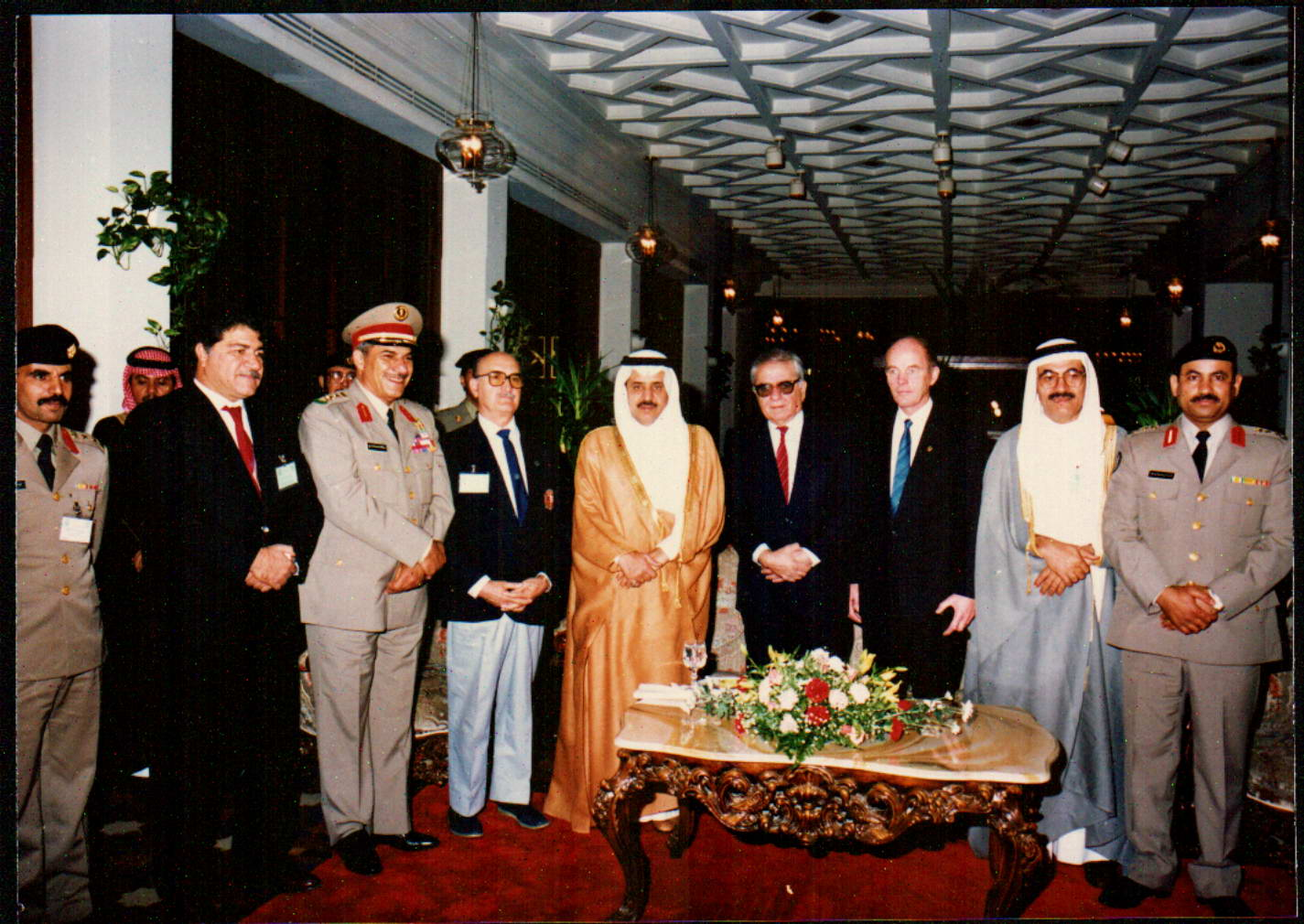
الدكتور اكرم نشأت إبراهيم مع وزراء الداخلية العرب

لديه أكثر من 50 بحثا متخصصا منشورا داخل العراق وخارجه، ولديه حوالي 300 مقالة منشورة في مختلف المطبوعات القانونية والأمنية والاجتماعية، إضافة لرئاسته تحرير عدد من المطبوعات القانونية والاجتماعية والشرطوية وعضويته هيئات تحرير عدد أكبر منها. كما اشرف وناقش أكثر من 85 رسالة دكتوراه وماجستير ودبلوماً عالياً في مختلف الشؤون القانونية والاجتماعية والاعلامية، الشرطوية داخل الجامعات في العراق وخارجه
- أستاذ القانون الجنائي في كلية الشرطة – بغداد.

- أستاذ التشريعات الصحفية وجرائم النشر في قسم الصحافة – بكلية الآداب جامعة بغداد.

- في عام 1970م عين مديرا عاما للمركز القومي للبحوث الاجتماعية والجنائية في وزارة العمل والشؤون الاجتماعية عند انشائها.

- في عام 1974 م انتقل إلى جامعة الدول العربية في القاهرة وعين رئيسا لإدارة الشؤون الاجتماعية فيها لمدة ثلاث سنوات.

- في عام 1977 م عاد إلى بغداد لمواصلة عمله في المركز القومي للبحوث الاجتماعية والجنائية ثانية.

- في عام 1980 انتخب امينا عاما مساعدا لمنظمة العمل العربية عند إنشاء مجلس وزراء الداخلية العرب.

- في عام 1982 م انتخب امينا عاما لمجلس وزراء الداخلية العرب.

- أسس (جمعية الحقوقيين العراقيين) وانتخب رئيسا لها عام 1972، كما يعتز الدكتور أكرم نشأت بأنه أسس عام 1970 صرحا علميا وطنيا هو (المركز القومي للبحوث الاجتماعية والجنائية) في العراق وعيّن مديراً عاماً له حتي عام 1974.

### صحفيا وكاتبا
تولى رئاسة تحرير جريدة (الحصون) وهي جريدة يومية سياسية صدر العدد الأول منها في آذار من عام 1952 وكما تولى رئاسة تحرير مجلة البحوث الاجتماعية والجنائية: وهي مجلة علمية واجتماعية نصف شهرية باللغة العربية وكان صاحبها وزارة العمل والشؤون الاجتماعية – المركز القومي للبحوث الجنائية وبرز العدد الأول منها في آذار 1972 م ويوجد العدد الثاني من المجلة المذكورة في خزانة كاتب السطور كما بدأ على نشر ابحاثه ومقالاته في كثير من الصحف العربية والعراقية وفي مجلة الإخاء قارداشلق التركمانية التي يصدرها نادي الإخاء التركماني المركز العام بغداد باللغتين العربي والتركية ولا تزال مستمرة في الصدور وهو الكاتب في مجالات الصحافة والقانون وعلم النفس اما اللغات التي يجيدها إضافة إلى لغة ألام التركية هي العربية والإنكليزية والفرنسية.

## سيرته
علي امتداد تاريخ العراق الحافل بالعطاء برزت شخصيات متميزة في مختلف المعارف والعلوم والفكر والثقافة الدبلوماسية، تركت بصمات واضحة، رفعت اسم العراق خفاقا وعالياً، ومن بين هؤلاء، فقيد العراق الذي غادرنا مؤخراً الي دار البقاء، الأستاذ الدكتور أكرم نشأت إبراهيم، لقد عايشت الدكتور أكرم نشأت علي مدي 40 عاما منذ 1966، فوجدت فيه شخصية معطاءة، خلوقة قوية مؤثرة، يتسم بالتواضع والألفة والأدب الجم، والجدية والحرص والقدرة الرائعة في التخطيط، مخلص متفان في عمله، وهذه الصفات أهلته لشغل مواقع عربية متميزة منها رئاسته لإدارة الشؤون الاجتماعية بالجامعة العربية 1974، ثم منصب الأمين العام المساعد لمنظمة العمل العربية 1980، بعدها انتخب أمينا عاما لمجلس وزراء الداخلية العرب لثلاث دورات متتالية وبالاجماع العربي لغاية 1992، استطاع خلالها أن يرسم معالم وأسس خطوات العمل الأمني العربي المشترك، ويؤسس للإستراتيجية الأمنية العربية، والإستراتيجية العربية لمكافحة المخدرات. وأشاد وزراء الداخلية العرب، وقادة الشرطة والأمن في البلاد العربية، وغيرهم، بكفاءة الدكتور أكرم نشأت الفائقة في تسيير إدارة المجلس حيث كان لحضوره الفاعل وشخصيته الفذة أثر في نجاح الاجتماعات الأمنية العربية في نطاق المجلس. ولعل من المفارقات أن أكرم نشأت كان قد تخرج من الكلية العسكرية العراقية عام 1939، التي ضمت كثيراً من الضباط المعروفين فيما بعد بالضباط الأحرار، ومنهم (الأخوان عارف والبكر والمهداوي وطاهر والعارف والأخوان رفعت ومدحت الحاج سري وغيرهم..) وكان الدكتور أكرم معجباً بحزم وانضباط وشخصية آمر فصيله الملازم عبد الكريم قاسم. وبسبب دوره في انتفاضة مايو (مايس) 1941 أحيل أكرم علي التقاعد وهو ما زال برتبة ملازم أول. وكما يقول المثل (رُبَّ ضارة نافعة!) فقد اتجه أكرم نشأت الي دراسة الحقوق وتخرج منها عام 1951 وعمل في المحاماة، كما عمل في الصحافة وترأس تحرير جريدة (الحصون) التي تعرضت مرات عدة للغلق بسبب مواقفها الوطنية، وسافر الي القاهرة وحصل علي الماجستير بالحقوق من جامعتها 1954 وباشر التدريس في كليتي الحقوق والشرطة العراقية عام 1955، كما كان يدرّس مادة (تشريعات وجرائم النشر الصحفي) علي طلبة قسم الصحافة بجامعة بغداد، ثم عاد أكرم الي جامعة القاهرة وحصل منها علي الدكتوراه بمرتبة الشرف الأولي 1965 ولهذا منحه الرئيس الراحل جمال عبد الناصر جائزة عيد العلم، وكان زميل دفعته بالكلية العسكرية الرئيس عبد الرحمن عارف حاضرا الحفل بالقاهرة، وعندما نودي اسمه تقدم الدكتور أكرم الي المنصة وصافح الرئيس عبد الناصر الذي سلمه شهادة الدكتوراه وجائزة العلم، كما صافحه الرئيس عبد الرحمن عارف، وحالما رفع يده بالتحية منصرفا، سمع الرئيس عارف يقول لعبد الناصر: (انه كان ضابطا في الجيش العراقي ومن دفعتي).. فابتسم الرئيس عبد الناصر وأرمقه بنظرة ود.

## مؤلفاته
له عدة كتب مطبوعة من أبرزها:
صدر لأكرم (11 مؤلفا قانونيا) بعضها طبع لأكثر من 7 طبعات، كما أن . ومن الجدير بالذكر أن (بيت الحكمة) خص الدكتور أكرم نشأت بجائزة الدراسات الاجتماعية تقديرا لجهوده ومساهماته المتميزة في اغناء الثقافة العربية، كما أصدر كتابا خاصا عن سيرته
- علم النفس الجنائي- ثلاث طبعات – 1956 م – 1960 م – 1966م.[6]

- سلطة التفتيش الجنائي 1960م.

- جنوح الإحداث في العراق 1960م.

- للحقيقة والتاريخ 1962م.

- الأحكام العامة في قانون العقوبات العراقي / ثلاث طبعات / الطبعة الأولى 1962 الطبعة الثانية 1963م / الطبعة الثالثة 1964م.

الحدود القانونية لسلطة القاضي الجنائي في تقدير العقوبة 1965م.

يقول عنه الدكتور محمود محمود مصطفى عميد فقهاء القانون الجنائي في العالم بجامعة القاهرة رئيس لجنة المناقشة آنذاك أثناء مناقشة رسالة الدكتوراه الممنوحة له عام 1966م ما يلي: (ان رسالتك تعد مفخرة للعراق ومفخرة لجامعة بغداد كما أنها مفخرة لجامعة القاهرة وأنا أحييك على ما بذلته من جهد دراسي غير عادي فاق كل جهد)

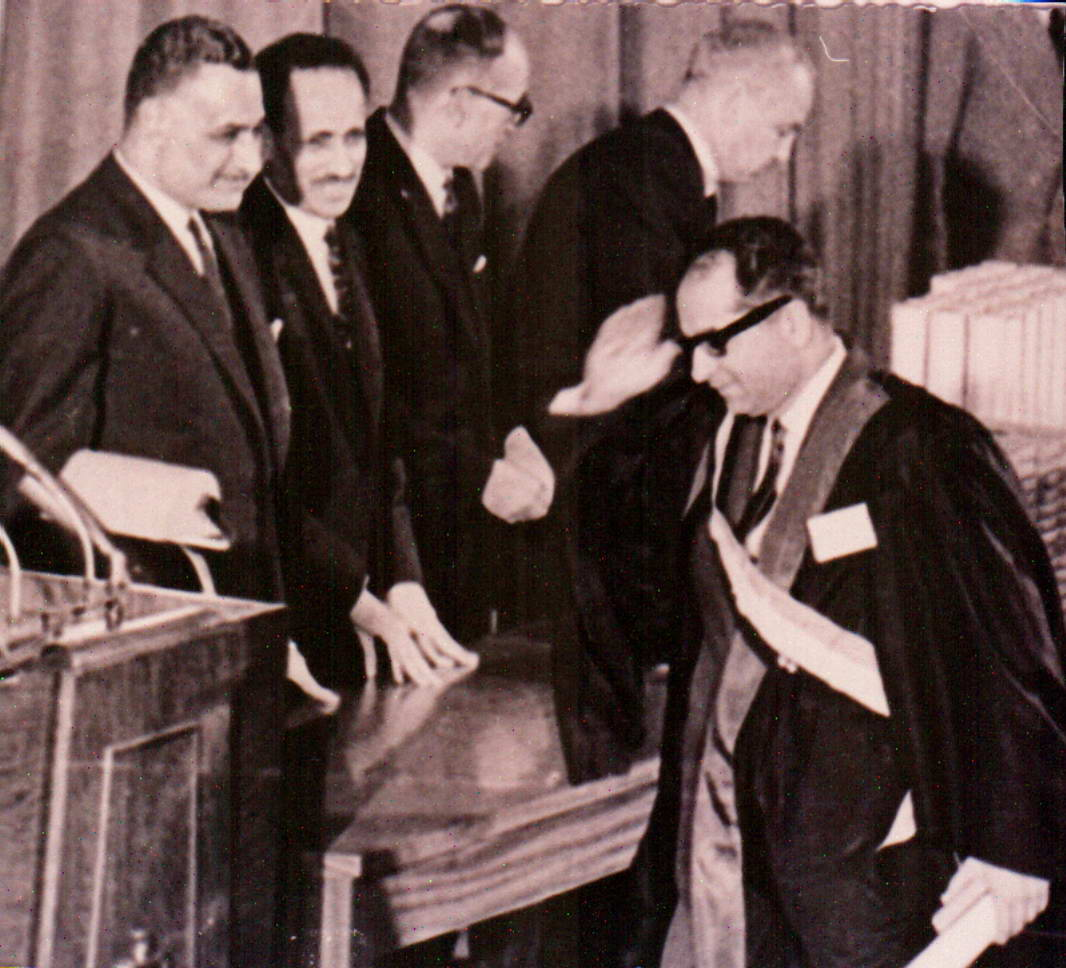
تسلم شهادة الدكتوراه من الرئيس المصري جمال عبد الناصر والريئس العراق عبد الرحمن عارف

## جوائز
- نال جائزة عيد العلم في جمهورية مصر العربية مع الميدالية الذهبية.

- منح وسام الجمهورية من الصنف الأول من الرئيس التونسي زين العابدين بن علي.

- حاز على جائزة بيت الحكمة ببغداد لعا م وهي درع بيت الحكمة مطعمة بالميناء.
- نال الأستاذ أكرم جائزة تقديرية عام 1997 لمناسبة الاحتفال باليوبيل الفضي لمؤتمرات قادة الشرطة العرب التي انطلقت من مدينة العين بدولة الإمارات العربية المتحدة عام 1972 تثمينا وتقديرا لعطائه ودوره في تعزيز العمل العربي المشترك.

### تكريمه
- في طليعة العلماء المتفوقين الذين تم تكريمهم في الاحتفال بعيد العلم الذي جرى عام 1966 م في القاهرة.

احتفى قسم الدراسات الاجتماعية في بيت الحكمة بتسمية الدكتور أكرم نشأت إبراهيم مبدعا واعتبار تكريم بيت الحكمة له في احتفالية عام 2001 م هو تثمين لجهود الاجتماعيين لنيل جائزة بيت الحكمة لعام 2001 م في اختصاص الدراسات الاجتماعية وصدر قرار مجلس امناء بيت الحكمة بمنح الجائزة المذكورة اعترافا بدوره الكبير ومساهمته العلمية المميزة وتقديرا لجهوده المستمرة في اغناء الثقافة العربية واستلهام جوهر حضارة الامة وتراثها بتوظيف انجازاته الثقافية لصالح الامة ومستقبلها وقد تسلم شهادة قرار منح الجأئزة من بيت الحكمة وهي درع بيت الحكمة المكون من بوابة البيت بطرازها وريازتها التراثية مطعمة بالميناء ومستندة على قاعدة حملت عبارة التكريم لهذا العقل الاجتماعي المبدع الأستاذ في القانون والاجتماع من الشيوخ في العلم والشباب في العطاء.. وكان الوفد الزائر له من قبل بيت الحكمة يضم كلا من..
- الدكتور عدنان ياسين مصطفى رئيس قسم الدراسات الاجتماعية.

- الدكتور كامل المراياتي.